# ე
Eni (asomtavruli Ⴄ, nuskhuri ⴄ, mkhedruli ე) es la quinta letra del alfabeto georgiano.
En el sistema de numeración georgiano tiene un valor de 5.
Eni representa habitualmente la vocal /e/ como la pronunciación de e en "embajada".

## Letra
| asomtavruli | nuskhuri | mkhedruli |
| ----------- | -------- | --------- |
|             |          |           |

## Codificación digital
| asomtavruli | nuskhuri | mkhedruli |
| ----------- | -------- | --------- |
| U + 10A4    | U + 2D04 | U + 10D4  |

## Braille
| mkhedruli |
| --------- |
|           |